# Oranjesteeltje
Oranjesteeltje (Bryoerythrophyllum recurvirostre) is een soort uit de kleimosfamilie (Pottiaceae). Het is een kolonist en komt voor op steen en gruis.

## Determinatie
Oranjesteeltje groeit in losse tot matig dichte gazons die bovenaan groen zijn en onderaan roestkleurig tot steenrood. De planten zijn onder en tot maximaal 5 centimeter hoog rizoidenvilt, maar meestal kleiner. De bladeren zijn gedraaid tot licht gegolfd als ze droog zijn, rechtop als ze nat zijn. Ze zijn lancetvormig en versmald tot een scherpe punt. De bladranden zijn teruggebogen, de bladpunt is meestal onregelmatig getand. De sterke bladnerf eindigt voor of in de bladtop of kan zelden kort uitlopen. De cellen zijn rechthoekig aan de basis van het blad, hyalien of roodachtig, glad en transparant, rondachtig vierkant in het bovenste deel van het blad, sterk papillose en ondoorzichtig.
De eenhuizige soort wordt vaak gevonden met sporenkapsels. De ellipsvormige tot cilindrische sporenkapsel op de roodachtige seta heeft een conisch tot snavelvormig operculum en korte rechtopstaande peristome tanden. Sporen zijn 12-20 micrometer groot, het zijn fijne papillen.

### Gelijkende taxa
Oranjesteeltje is een variabele soort, die in het veld met muurdubbeltandmos (Didymodon vinealis) kan worden verward. Microscopische controle moet uitsluitsel geven. In tegenstelling tot de blaadjes van muurdubbeltandmos hebben die van oranjesteeltje doorgaans een aantal al of niet papillate tandjes aan de bladspits. De tandjes zijn meestal wel aan één of meer bladtoppen te vinden. De papillate bladranden zijn tot het spitsje teruggebogen. In tegenstelling tot muurdubbeltandmos vormt oranjesteeltje vaak kapsels.

## Ecologie
Oranjesteeltje komt op kalkhoudend substraat algemeen en vaak in grote aantallen voor. Het mos kan bijvoorbeeld worden gevonden in de kalkrijke duinen, op kalkhoudend gesteente en op bomen. In het stedelijk gebied groeit het soms tussen de trottoirtegels. 
Onder andere kleimosschijfje parasiteert op oranjesteeltje.

### Syntaxonomie
In de syntaxonomie staat oranjesteeltje te boek als lokale kensoort voor de associatie van oranjesteeltje en langkapselsterretje.

## Verspreiding
Wereldwijd komt het voor in Europa, grote delen van Azië, in Noord- en Zuid-Afrika en tropisch Afrika, in Noord- en Midden-Amerika, in Australië, Nieuw-Zeeland, Oceanië en op Antarctica.
In Europa is de soort wijdverbreid van Spitsbergen tot het Middellandse Zeegebied. In Duitsland, Oostenrijk en Zwitserland is het vaak gebruikelijk en de waarnemingen variëren van de vlaktes op zeeniveau tot hoog in de Alpen.
In Nederland is oranjesteeltje vrij algemeen. Het is niet bedreigd en staat niet op de rode lijst.

## Namen
Het mos heeft de volgende naam in andere talen:
- Engels: Red Beard-moss
- Duits: Gemeines Rotblattmoos

## Fotogalerij

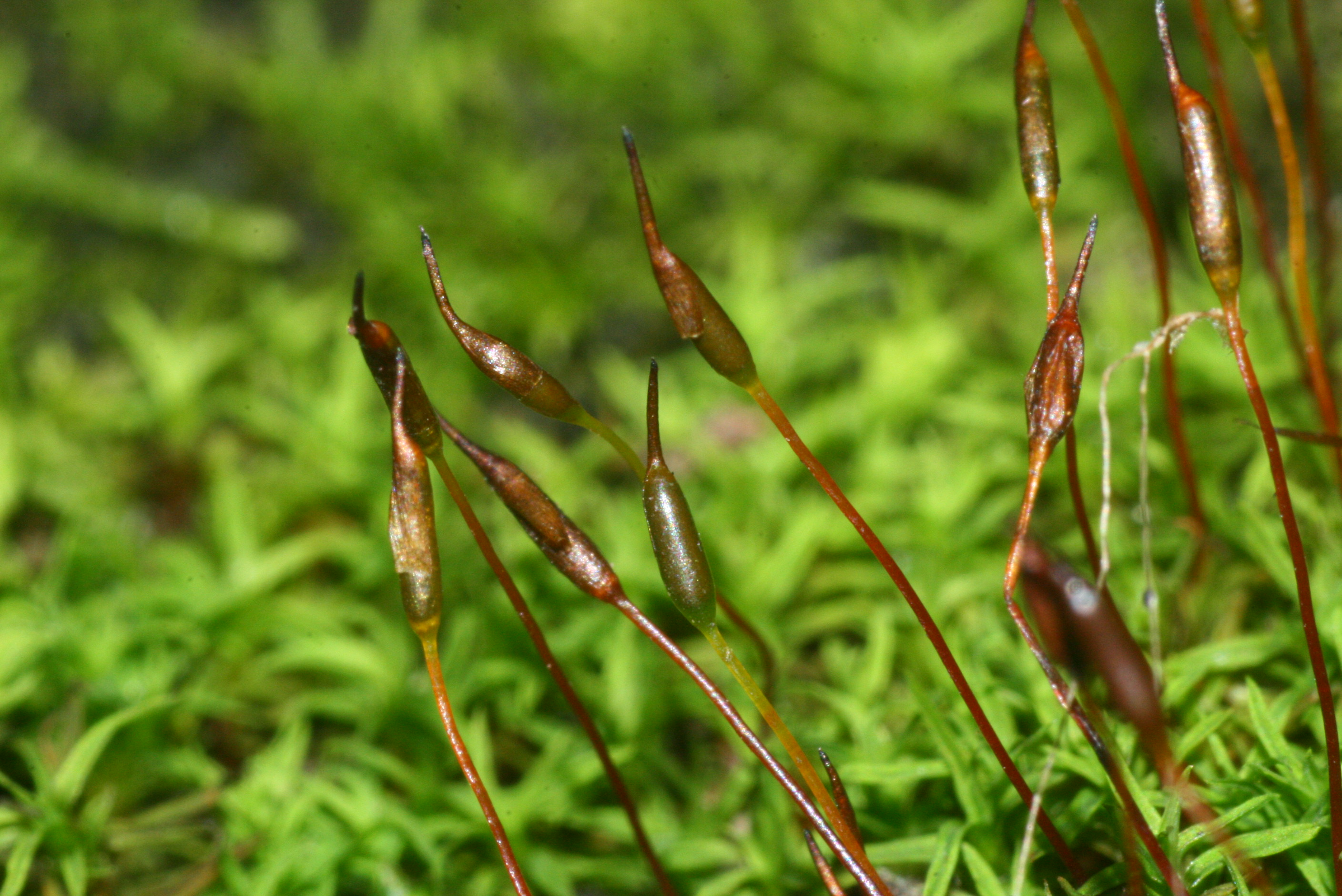
Sporenkapsels
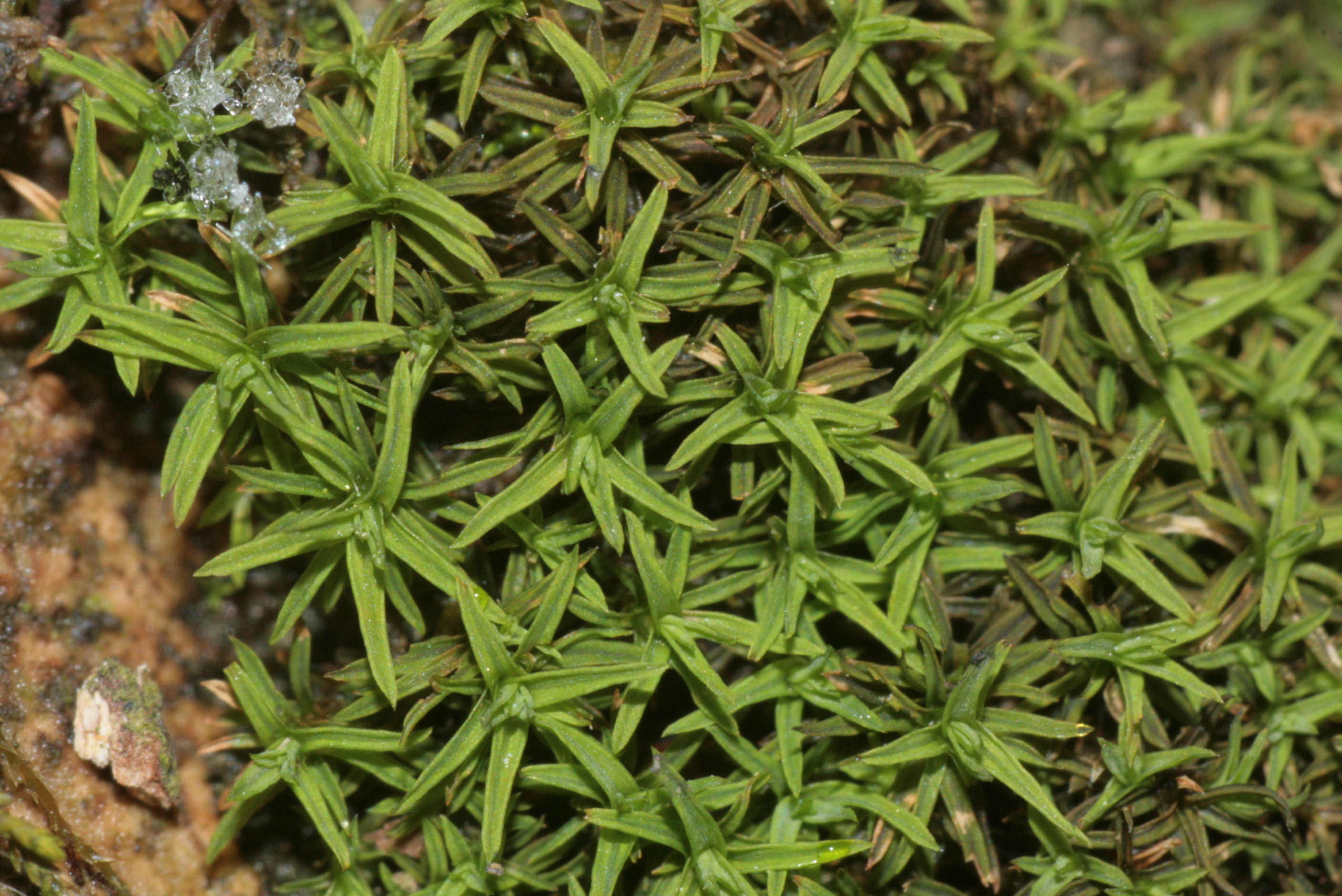
Blad
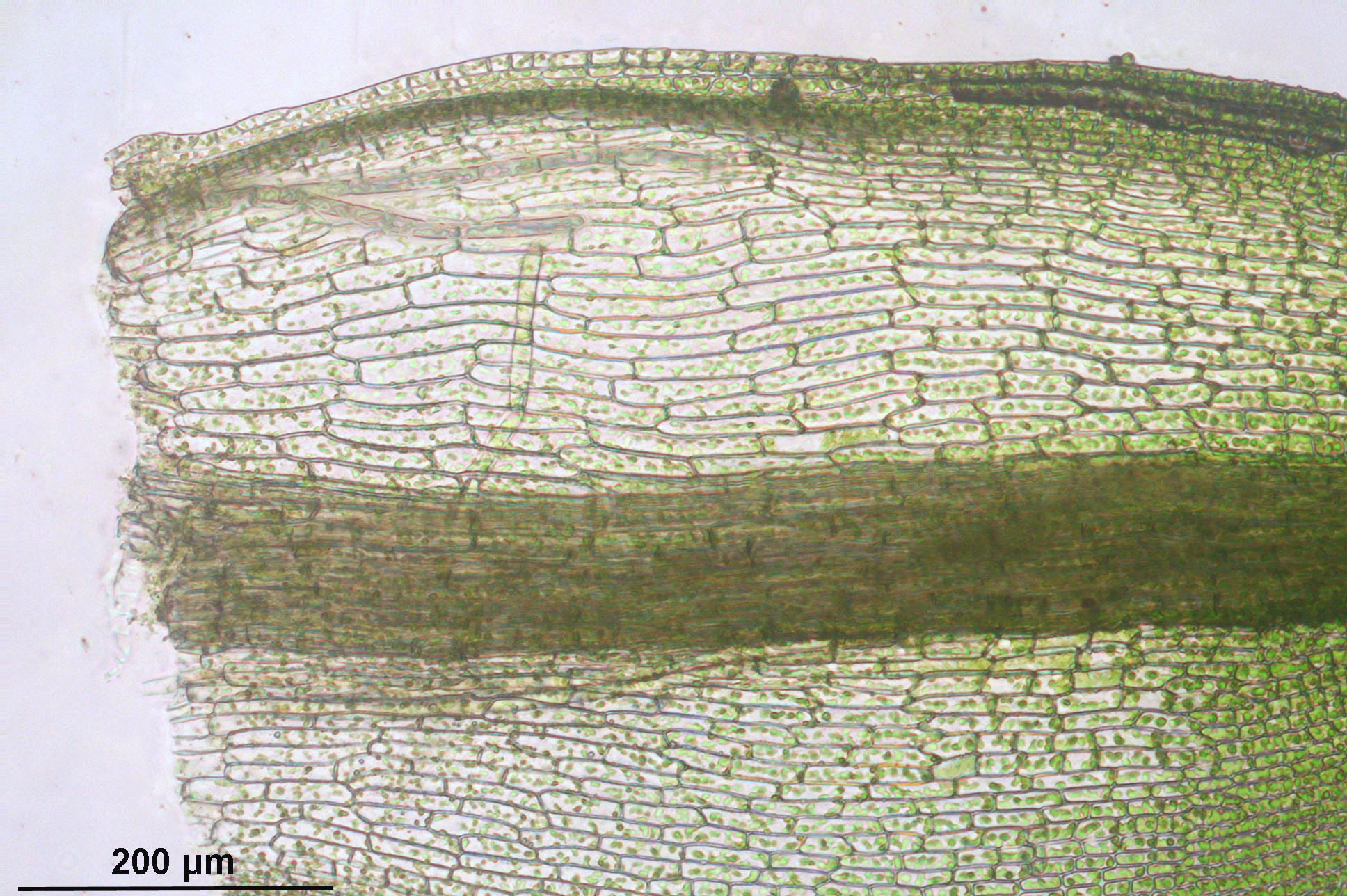
Bladvoet
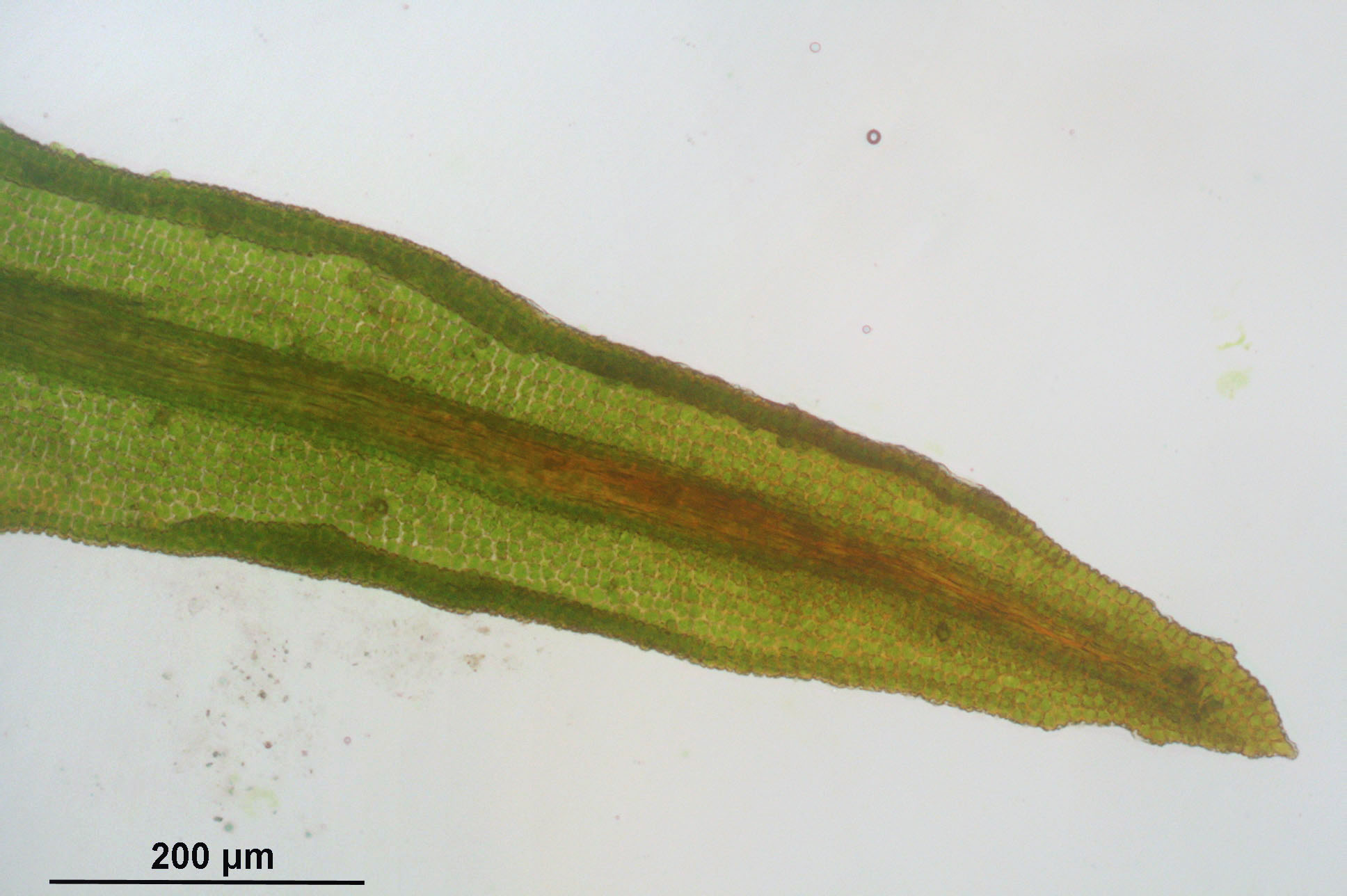
Bladtop
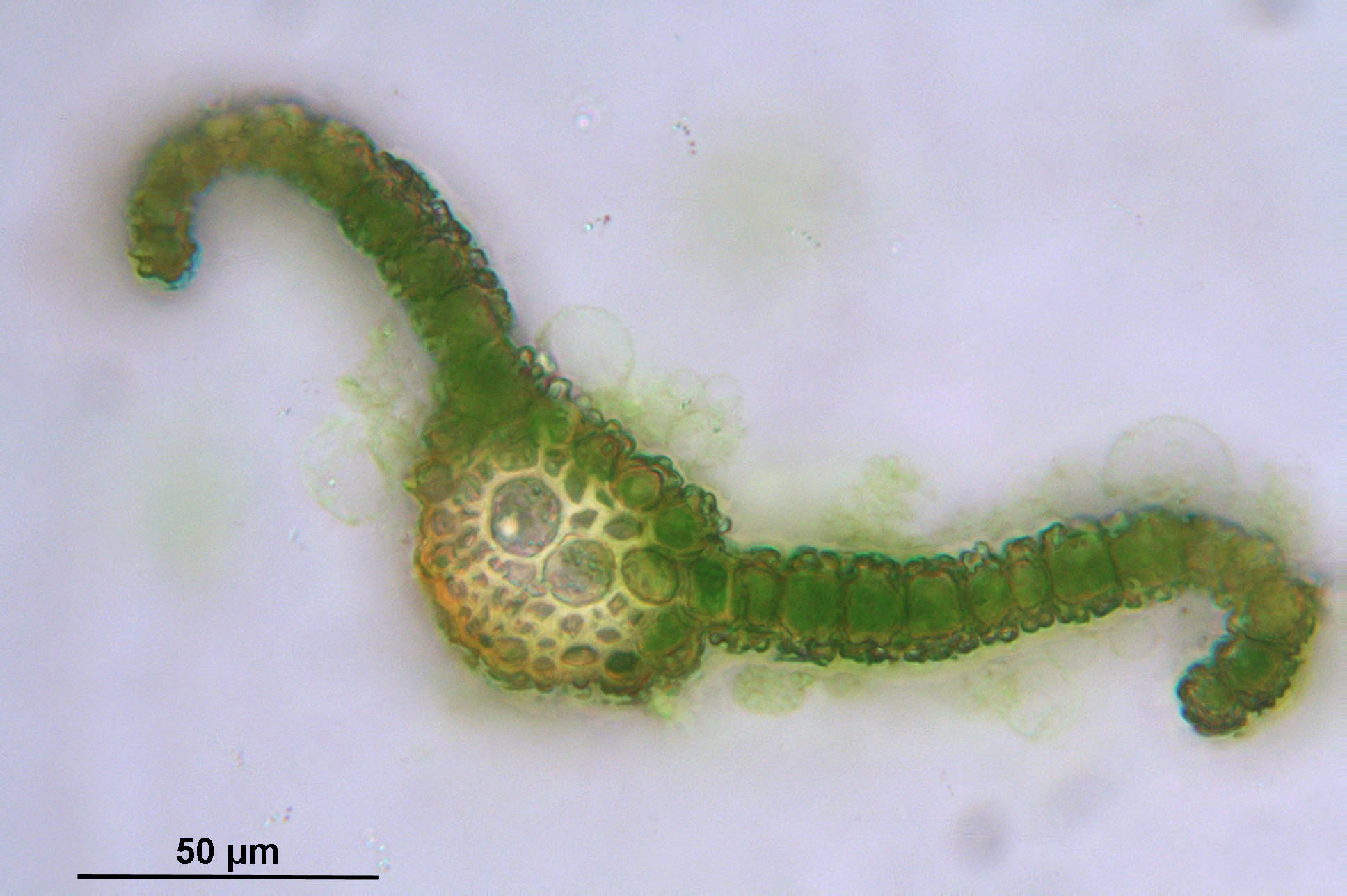
Bladdoorsnede
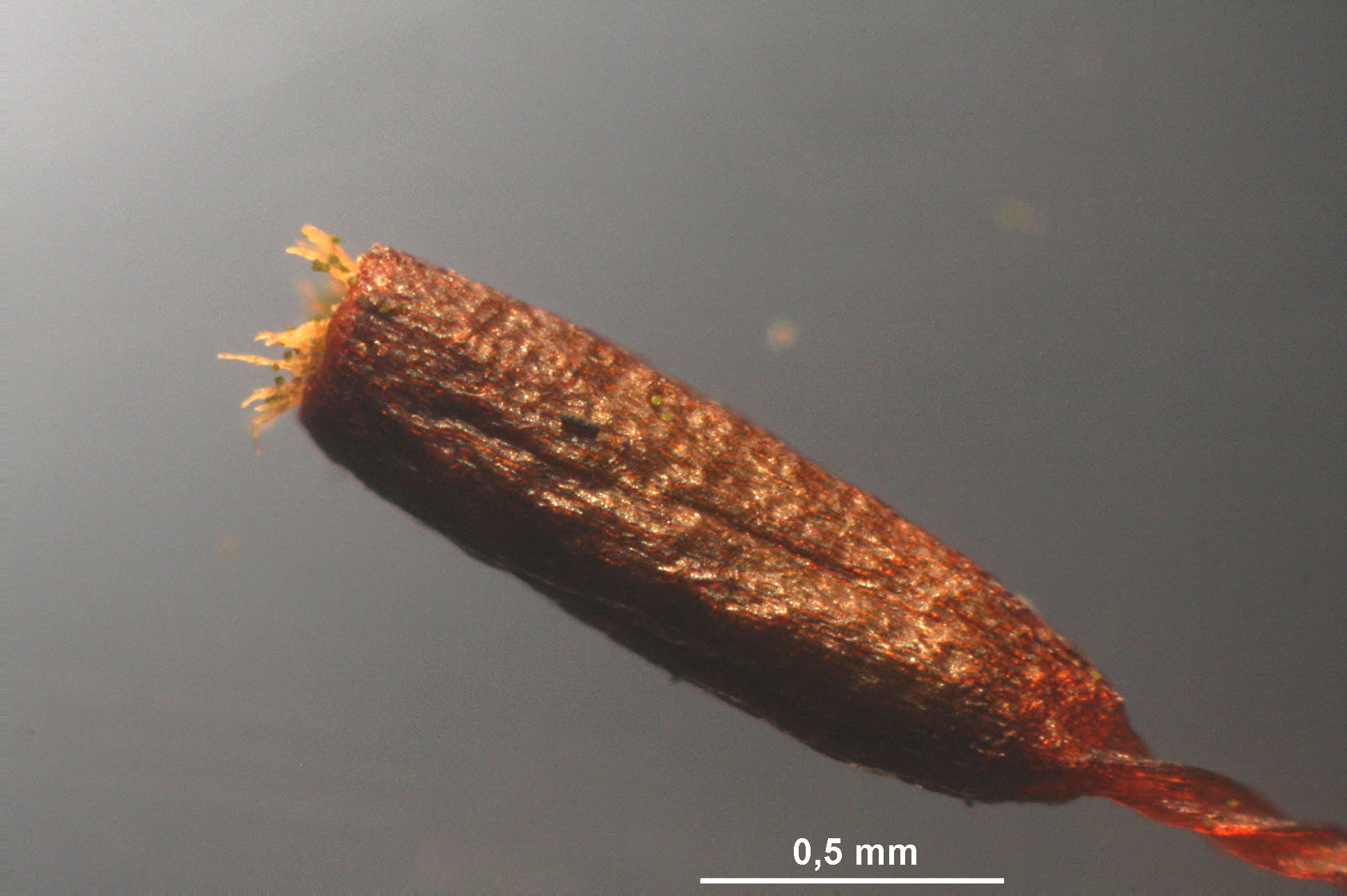
Sporenkapsel
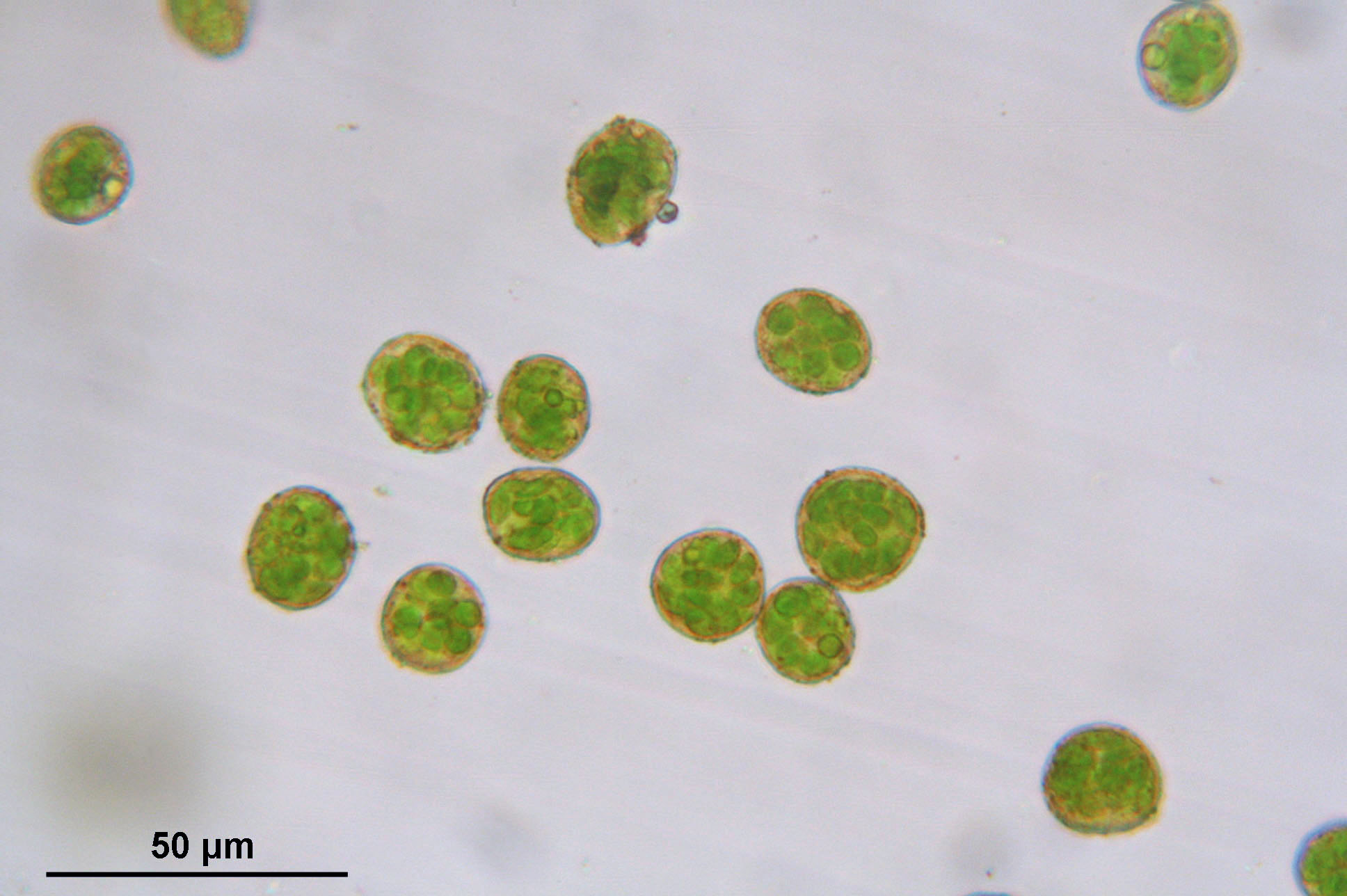
Sporen